# Gustav Ucicky
Gustav Ucicky, född 6 juli 1899 i Wien, död 27 april 1961, var en österrikisk filmregissör.

## Liv och gärning
Gustav Ucickys mor var hushållerska hos målaren Gustav Klimt; officiell dokumentation om fadern saknas, men Ucicky hävdade med trovärdighet att han var Klimts oäkta son. Han började att arbeta med film 1916 hos Sascha Kolowrat-Krakowsky i Wien. Han arbetade som filmfotograf för Michael Curtiz under dennes tid vid Sascha-Film på flera österrikiska och tyska filmproduktioner och debuterade som regissör 1927. Efter att både hans mor och Kolowrat-Krakowsky hade dött flyttade han 1928 till Tyskland och blev 1929 kontrakterad av Universum Film AG, som han kom att göra en rad lättsamma filmer för. Efter Weimareran gjorde han några av det nationalsocialistiska Tysklands mest bemärkta filmer, som Emil Jannings-filmen Den sönderslagna krukan (1937) och Aleksandr Pusjkin-filmatiseringen Du stal min dotter (1940), men också propagandafilmen Heimkehr (1941), som blivit notorisk för sitt antipolska budskap. För att uttrycka det klartext så var alltså Ucicky en av Nazi-Tysklands propagandafilmskapare.
Efter andra världskriget fick han yrkesförbud i både Tyskland och Österrike, men kunde börja arbeta igen i Österrike 1947 och Tyskland 1952. Hans produktion från efterkrigstiden består av lättsama underhållningsfilmer. Han gjorde flera heimatfilmer och filmatiserade Carl Zuckmayer, Ludwig Ganghofer och Selma Lagerlöf. När han dog 1961 förberedde han en filmatisering av Knut Hamsuns Sista kapitlet, ett projekt som övertogs och fullföljdes av Wolfgang Liebeneiner.

## Filmregi i urval
- Dansösen från Wien (1927)
- Café Elektric (1927)
- Kärlek i landsflykt (1928)
- Vererbte Triebe (1929)
- Räck mig din hand (1929)
- Straffången från Stambul (1929)
- Kungens trubadur (1930)
- Frihetshjälten (1931)
- Kärlek och spionage (1931)
- Mannen utan namn (1932)
- Det ljusnar (1933)
- Flyktingar (1933)
- Der junge Baron Neuhaus (1934)
- Jungfrun av Orléans (1935)
- Kontraband (1936)
- Savoy hotel 217 (1936)
- Den sönderslagna krukan (1937)
- Frau Sixta (1938)
- Wienerbarn (1939)
- Aufruhr in Damaskus (1939)
- Du stal min dotter (1940)
- Två människor (1940)
- Heimkehr (1941)
- Sen gryning (1943)
- Brinnande hjärtan (1944)
- Das Herz muss schweigen (1944)
- Am Ende der Welt (1944)
- Sjungande änglar (1947)
- Der Seelenbräu (1949)
- Cordula (1950)
- Zwei blave Augen (1955)
- Helgonet och narren (1957)
- Tösen från Stormyrtorpet (1958)
- Det blåser från Dödingfjäll (1960)